# بوكيمون: جيراشي، ويش ميكر
بوكيمون: جيراشي، ويش ميكر هو فيلم رسوم متحركة ياباني خيالي ومغامرات صدر عام 2003 من إخراج كونيهيكو يوياما . إنه الفيلم السينمائي السادس في سلسلة بوكيمون.
تم إصدار الفيلم في دور العرض السينمائية في اليابان في 19 يوليو 2003 بواسطة توهو . تم توزيع النسخة الإنجليزية من الفيلم بواسطة شركة Miramax Films وتم إصدارها مباشرة على الفيديو في 1 يونيو 2004. تدور أحداث الفيلم خلال الموسم السادس من أنمي بوكيمون.

## القصة
تدور القصة حول مذنب الألفية، الذي يظهر في السماء ليلاً لمدة سبعة أيام كل ألف عام. في هذه الفترة، يستيقظ بوكيمون الأسطورة جيراشي من سباته الطويل لامتصاص طاقة المذنب. هذه الطاقة، بدورها، تعيد الحياة إلى المنطقة المعروفة باسم فوراينا حيث يستقر. لكن هذه المرة، اكتشف ساحر يُدعى باتلر وصديقته ديان الحجر الذي يحتوي على جيراشي، وأخذوه بعيداً عن فوراينا.
في هذه الأثناء، احتفالاً بظهور مذنب الألفية، يصل آش كيتشام وأصدقاؤه مي وماكس وبروك إلى فوهة واسعة، حيث كان من المفترض أن يُقام مهرجان مذنب الألفية. وعندما يرون أنه لا يوجد شيء في المكان المخصص للمهرجان، يقررون الانتظار حتى الصباح والنوم. أثناء نومهم، يصل المهرجان؛ يلاحظ بيكاتشو، رفيق آش من بوكيمون، ذلك أولاً ويوقظ الجميع، ويشاهدون إعدادات المهرجان.
في المهرجان، تشتري مي لعبة مبتكرة من سبع ألواح يُقال إنها تمنح الشخص أمنية واحدة إذا أُغلق لوح كل ليلة يظهر فيها المذنب ويكون مرئيًا في السماء. لاحقًا، يتطوع آش وماكس بالخطأ لأحد خدع باتلر السحرية لأن ماكس يسمع صوتًا قادمًا من الحجر الذي تحمله ديان، وينزل إلى المسرح. يتعرف ماكس على جيراشي، الذي يسمعه يتحدث من داخل الحجر. يسمح باتلر لماكس بأخذ الحجر، الذي يظهر منه جيراشي لاحقًا تلك الليلة. آملًا أن تكون قدرته على تحقيق الأمنيات صحيحة، يتمنى ماكس الكثير من الحلوى، فتظهر – لكن يُكشف أنه بدلاً من خلق الحلوى، قام جيراشي بنقلها من كشك في المهرجان.
سرعان ما تتكشف نوايا باتلر: كان عالمًا سابقًا في فريق ماغما الذي كان يسعى لإحياء بوكيمون الأسطورة جراودون. وقد وضع باتلر النظام المثالي، لكنه لم يتمكن من العثور على القدر اللازم من الطاقة لتغذيته، فطُرد من فريق ماغما، مما جلب له الإذلال. في محاولة لتغذية آلته مرة أخرى، كان يأمل في استخدام طاقة جيراشي لأغراضه الخاصة. عند رؤية هذا الخطر، يصل بوكيمون أبسول، الذي يدل حضوره عادةً على كارثة وشيكة، لمساعدة جيراشي وتنبيه المجموعة.
يحاول باتلر استغلال طاقة جيراشي، لكنه يُقاطع داخل خيمة السيرك من قِبل آش وأصدقائه. بمساعدة ديان وأبسول، يأخذون حافلة باتلر إلى فوراينا لكي يتمكن جيراشي من العودة إلى وطنه؛ دون أن يعرفوا، يضع ميتينا الخاص بباتلر جهاز تتبع على الحافلة أثناء مغادرتها. بينما يسافر آش وأصدقاؤه عبر تضاريس وعرة، يسقط الجهاز، لكن باتلر يكتشف مكانهم. قبل اليوم الذي يجب أن يعود فيه جيراشي، يشعر ماكس بالحزن لفقدان صديقه الجديد، لذا يخبره آش عن أحد أصدقائه، ميستي. يشرح أنه على الرغم من أنهم لم يعودوا يرون بعضهم البعض، إلا أنهم سيظلون دائمًا أصدقاء (كان هذا الحوار مختلفًا في النسخة الأصلية، حيث ذكر آش أن الألف عام بالنسبة لجيراشي ستبدو كأنها لحظة واحدة بالنسبة له). قبل أن تتمكن المجموعة من العودة إلى فوراينا، يدركون أن باتلر قد تبعهم إلى هناك وأعد لهم فخًا. يتمكن باتلر مرة أخرى من سرقة جيراشي في محاولة لأخذ قوته مرة أخرى.
عندما يبدأ باتلر تنفيذ خطته، يُصدم ليكتشف أن عمله لم يُنتج جراودون الذي أعيدإحياؤه، بل أنتج وحشًا عملاقًا يشبه جراودون. يبدأ جراودون المزيف قريبًا في استهلاك كل الحياة عن طريق امتصاص الطاقة من المنطقة المحيطة، مما يحول فوراينا إلى أرض قاحلة بقتل جميع النباتات في الأفق وامتصاص جميع الكائنات الحية، بما في ذلك مي وبروك وفريق صاروخ، الذين تبعوا المجموعة طوال الطريق. عندما تُمتص ديان بواسطة جراودون المزيف، يدرك باتلر أن علاقته الطويلة بها هي الأكثر أهمية، ومع مساعدة آش وماكس، يتمكن من تشتيت انتباه جراودون المزيف.
في النهاية، يعيد جيراشي امتصاص الطاقة المستخدمة لإنشاء جراودون المزيف، ويستخدم قدرة "رغبة الهلاك" لتدميره إلى الأبد، قبل أن يغادر إلى نوم آخر يستمر ألف عام. في خضم الإثارة، تنسى مي إغلاق اللوح الأخير من لعبتها، لكنها تتجاهل الأمر ببساطة. على الرغم من أنها لم تكشف عما تمنت، إلا أنها واثقة أن أمنيتها ستتحقق. قبل مغادرتهم فوراينا، يسمع ماكس صوت جيراشي للمرة الأخيرة، مذكرًا إياه بأنهم سيظلون دائمًا أصدقاء.
خلال نهاية الاعتمادات، تشعر مي بالتعب من المشي حتى يعطيهم الرجل الذي باعها نجمة الأمنيات توصيلة على شاحنته. ثم ينظرون إلى النجوم، وترى المجموعة الأبراج التي تشكل بوكيمون بدءًا من تيديورسا إلى بيكاتشو، ويشاهدون جميعًا ألعاب نارية المهرجان قبل أن يواصلوا مغامرتهم.

## استقبال
حقق الفيلم نجاحا كبيرا في شباك التذاكر. حقق الفيلم 4.5 مليار ين في شباك التذاكر الياباني. أصبح ثاني أعلى فيلم محلي من حيث الإيرادات لهذا العام في اليابان.

## روابط خارجية
بوكيمون: جيراشي، ويش ميكر على موقع IMDb (الإنجليزية)
- بوكيمون: جيراشي، ويش ميكر على موقع روتن توميتوز (الإنجليزية)
- بوكيمون: جيراشي، ويش ميكر على موقع نتفليكس (الإنجليزية)
- بوكيمون: جيراشي، ويش ميكر على موقع أول موفي (الإنجليزية)
- بوكيمون: جيراشي، ويش ميكر على موقع فيلمافينيتي (الإسبانية)
- بوكيمون: جيراشي، ويش ميكر على موقع قاعدة بيانات الأفلام السويدية (السويدية)
- بوكيمون: جيراشي، ويش ميكر على موقع قاعدة بيانات الفيلم (الإنجليزية)
- بوكيمون: جيراشي، ويش ميكر على موقع ليتربوكسد (الإنجليزية)
- بوكيمون: جيراشي، ويش ميكر على موقع كينوبويسك (الروسية)
- بوكيمون: جيراشي، ويش ميكر على موقع ANN anime (الإنجليزية)